# Wiktor Passulko
Wiktor Wassiljowitsch Passulko (ukrainisch Віктор Васильович Пасулько, russisch Виктор Васильевич Пасулько; * 1. Januar 1961 in Ilnyzja, Oblast Transkarpatien, Ukrainische SSR) ist ein ehemaliger sowjetischer Fußballspieler und Fußballtrainer.

## Sportliche Laufbahn

### Vereinskarriere
Passulko spielte im Übergang zwischen der Nachwuchtszeit und dem Ankommen im Männerbereich in unterklassigen sowjetischen Mannschaften. Im Jahr 1982 wechselte er zu Tschornomorez Odessa in die höchste Spielklasse der UdSSR. Er lief für fünf Spielzeiten in Odessa auf und bestritt 100 Spiele, in denen ihm 19 Tore gelangen. Als Teil dieser Mannschaft gab er sein Debüt im Europapokal – in einem Spiel gegen Werder Bremen. Der 4. Platz in der Saison 1984 war die beste Platzierung, die Passulko mit diesem Verein erzielen konnte. 1986 wechselte er zu Spartak Moskau und wurde mit diesem Team 1987 und 1989 sowjetischer Meister.
Im Jahr 1990 wechselte Passulko nach Deutschland und spielte bis Anfang 1993 für den SC Fortuna Köln in der 2. Bundesliga. Ab Frühjahr 1993 und bis einschließlich 1995/96 kickte der Ukrainer für Eintracht Braunschweig in Liga 2 sowie in der Amateur-Oberliga und in der Regionalliga. In den folgenden Jahren spielte er dann für den ASV Durlach, den Bonner SC sowie den FC Junkersdorf in unterklassigen deutschen Ligen. Im Jahr 2000 beendete er seine Laufbahn als aktiver Spieler.

### Auswahleinsätze
Für die sowjetische Nationalmannschaft spielte Passulko, ausschließlich in der 1. Hälfte des Kalenderjahres 1988, insgesamt achtmal. Zweimal kam er während der Europameisterschaft 1988 zum Einsatz, im Gruppenspiel gegen England erzielte er ein Tor. Im Münchner Finale gegen die niederländische Auswahl konnte er nach seiner Einwechslung für Oleh Protassow die 0:2-Niederlage auch nicht verhindern helfen.

## Trainerlaufbahn
Als Trainer betreute Passulko von 2002 bis 2005 die Moldauische Nationalmannschaft. Nach Engagements in Aserbaidschan bei Khazar Lenkoran und Usbekistan bei Shortan Guzar trainierte er in der Saison 2007/2008 den FC Junkersdorf. 2010 war er beim kasachischen Erstligisten FK Atyrau tätig. Danach war Passulko Trainer des kasachischen Vereins Ordabassy Schymkent. Mit diesem Team gewann er im Jahr 2011 den kasachischen Fußballpokal. Seit Oktober 2015 war er Trainer des luxemburgischen Zweitligisten FC Rodingen 91. Im Mai 2017 kehrte er nach Kasachstan zu Oqschetpes Kökschetau zurück.